# منتخب جنوب إفريقيا لكرة الطائرة
منتخب جنوب أفريقيا لكرة الطائرة للرجال (بالإنجليزية: South Africa men's national volleyball team)‏ هو ممثل جنوب أفريقيا الرسمي في المنافسات الدولية في كرة طائرة في فئة كرة الطائرة للرجال.